# Estación Victorino De La Plaza
Victorino de la Plaza era una estación ferroviaria ubicada en la localidad homónima, en el partido de Guaminí, provincia de Buenos Aires, Argentina.

## Historia
Fue inaugurada en 1911 por la Compañía General de Ferrocarriles en la Provincia de Buenos Aires es parte del ramal Patricios - Victorino de la Plaza. Sus servicios cesaron el 28 de octubre de 1961 a causa del Plan Larkin.